# Euerythra
Euerythra is een geslacht van vlinders van de familie spinneruilen (Erebidae), uit de onderfamilie Arctiinae.

## Soorten
- E. phasma Harvey, 1876
- E. trimaculata Smith, 1887
- E. virginea Dognin, 1924